# دانيال د. مكدونالد
دانيال د. مكدونالد هو سياسي كندي، ولد في 13 مايو 1865.